# Psapharochrus bivittis
Psapharochrus bivittis là một loài bọ cánh cứng trong họ Cerambycidae.